# استاندارد سبد تجدیدپذیر
استاندارد سبد تجدیدپذیر به اختصار (به انگلیسی: RPS) قانونی است که نیازمند افزایش تولید انرژی از منابع انرژی تجدیدپذیر مانند باد، خورشیدی، زیست‌توده و زمین‌گرمایی است. دیگر نام‌های رایج برای همین مفهوم عبارتند از: استاندارد برق تجدیدپذیر (RES) در سطح فدرال ایالات متحده و تعهدهای تجدید‌پذیر در انگلستان.
مکانیزم RPS، شرکت‌های تأمین‌کننده برق را متعهد می‌کند که کسری مشخص از برق خود از منابع انرژی تجدیدپذیر تولید کنند. تولیدکنندگان انرژی تجدیدپذیر مجاز برای هر بخش از برقی که تولید می‌کنند گواهینامه‌هایی به دست می‌آورند که می‌توانند آن‌ها را به شرکت‌های تأمین برق بفروشند. شرکت‌های تأمین برق از این طریق تأیید دستگاه‌های نظارتی مبنی بر عمل به تعهدهای قانونی خود را کسب می‌کنند.